# Зоолошки врт Калкилија
Зоолошки врт Калкилија је мали зоо врт на површини од 2 хектара у палестинском граду Калкилија на западном рубу Западне обале. Основан је 1986. године, то је једини општински зоолошки врт на палестинским територијама. Овај зоолошки врт дом је 170 животиње, Природњачког музеја, дечијег забавног парка и ресторана.

## Историја
Зоолошки врт је замисао бившег градоначелника Калкилије. Израелски зоолошки вртови помогли су око залиха животиња и био је осмишљен као симбол арапско-израелске сарадње. Када је отворен 1986. године, зоолошки врт је сматран „драгуљем у круни палестинских националних институција“. Он је постао популарна атракција, а касније је проширен да прими све већи прилив посетилаца, која обухвата и Арапе и Израелаце.
Након избијања интифаде, посетиоцима из земаља ван Калкилије био је забрањен улаз. У 2003. години, израелске власти дозволиле су групне посете које су договорене унапред. Дете које се играло испред главног улаза у зоолошки врт на државни празник убијено је, што је довело до кратког пада у броју посетилаца. Опстанак зоолошког врта се приписује напорном раду и посвећености ветеринара, др Самија Хадра и његовог особља.
Током интифаде, жирафа из Јужне Африке, уплашена звуком пушчане ватре, убијена је када је налетела на стуб. Рути, његова трудна партнерка побацила десет дана касније. Током 2002. године, три зебре умрле су након удисања сузавца који су коришћени да се разбију демонстрације у средњој школи поред зоолошког врта.
Од оснивања, израелски ветеринар, Мотке Левисон, је помагао у зоолошком врту, пружајући телефонске консултације и састајао се са Хадером да испоручи хитне медицинске залихе. Левисон је служио као медијатор, помажући да зоолошки врт стиче нове животиње. Три лава, три козорог пустињских коза и две зебре донирао је Рамат-Ган сафари парк у септембру 2004. Требало је да лавови буду пребачени у Калкилију 2000. године, али је избијање Друге интифаде одложило испоруку. Саид Дауд, директор зоо врта Калкилија, заменио је три лавова, која су носила имена Џафер, Џарас и Набоко, „краљеви мира.“ Према Хадеру Рамат-Ган зоолошки врт послао је и мајмуне, ноја, и ракуне.

## Животиње
Зоолошки врт удомљава лавове, мрке медведе, крокодиле, нојева, камиле, јелене, газеле, зебре, птице, гуштери, змије и мајмуне разних врста.. Такође у зоо врту је и нилски коњ по имену Дуби, који дели свој мали базен са породицом паунова. У децембру 2003. године, зоолошки врт је описан у Гардијану, као „један од више пријатних изненађења на Западној обали [...] постоји и мали, али лепо уређен парк. Ту је и велики базен препун децом. И усред дрвећа, у пространом, чисте пространству, лавица, ној, породица медведа, базен пуна крокодила.“ Животиње имају довољно простора да се крећу са неким деловима великим као они у зоолошком врту у Лондону.